# Balonghin
Balonghin est une commune rurale située dans le département de Saponé de la province du Bazèga dans la région du Centre-Sud au Burkina Faso.

## Géographie
Le village est situé à 3 km à l'Est de la route nationale 6, à 4 km au Sud-Ouest de Pissi et à 10 km à l'Est de Saponé.

## Santé et éducation
Balonghin accueille un dispensaire isolé. Le centre de santé et de promotion sociale (CSPS) le plus proche est celui de Pissi.